# Aquincum

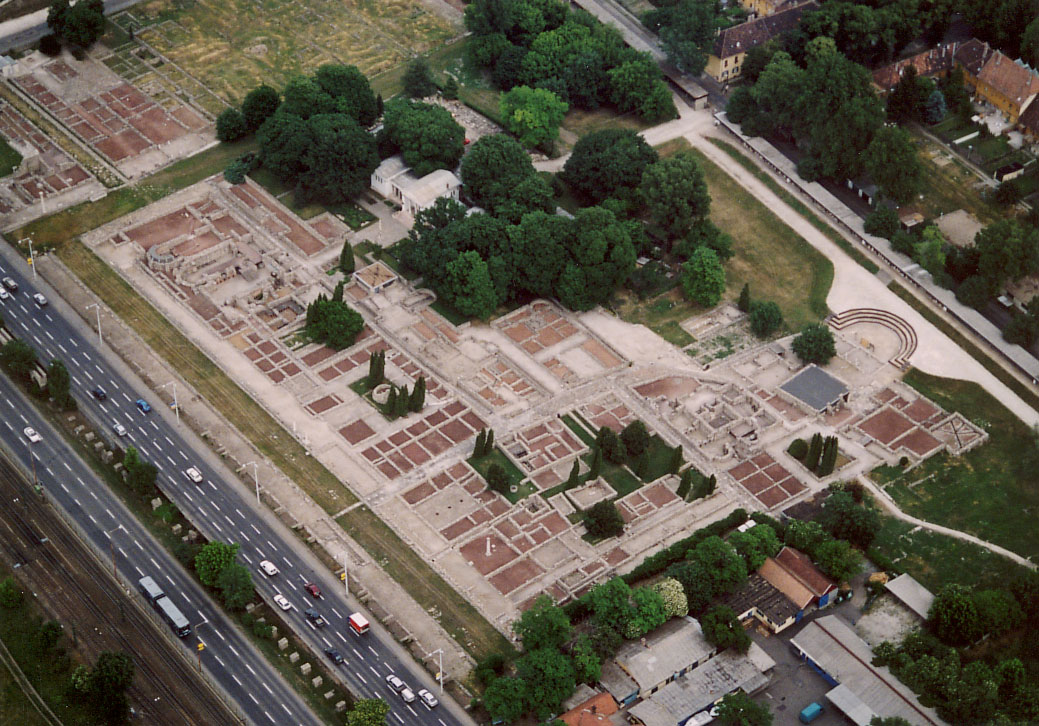
Aquincum – widok ogólny

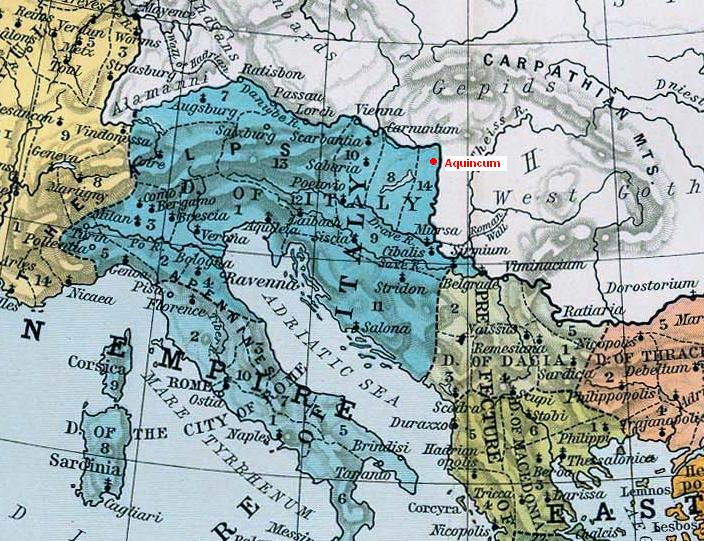
Położenie Aquincum na mapie cesarstwa

Aquincum (ilirsko-celtyckie Akink, oznaczające prawdopodobnie „bogate wody”, „bogactwo wód”) – starożytne miasto o populacji około 12000–40000 ludzi, na prawie municypium, nadanego przez cesarza Hadriana w 124 roku; znajdowało się w rzymskiej prowincji Pannonia, położone na znacznym obszarze dzisiejszego Budapesztu na Węgrzech. Najdalej na północny wschód wysunięta osada rzymska.

## Historia
Założona przez Celtów, służyła następnie przez pewien czas jako baza wojskowa dla legionów rzymskich, ok. II w. n.e. tętniące życiem miasto z łaźniami, termami, pałacami, amfiteatrami i akweduktem. Początki budowy starożytnego miasta sięgają 19 r. n.e. Miasto posiadało sieć ulic o twardej nawierzchni, urządzenia centralnego ogrzewania, zasilane wodą z gorących źródeł, wiele budowli o charakterze sakralnym i komunalnym. Zabytki z czasów rzymskich znajdują się także w innym rejonie Budapesztu, po drugiej stronie Dunaju, po północnej stronie przęsła Mostu Elżbiety (Erzsébet híd) – Contra – Aquincum (Transaquincum).
Cesarz Kommodus rozkazał wybudować wzdłuż Dunaju linię wież obronno-obserwacyjnych, strzegących północno-wschodnich granic imperium przed najazdami Germanów i Sarmatów. Fortyfikacje stały po obu brzegach rzeki. W Aquincum w 375 r. n.e. cesarz Walentynian II został obwołany cesarzem. Pomimo tego już w r. 410 miasto zostało oddane bez walki Hunom, którzy je splądrowali i zniszczyli. W 570 r. miasto zostało zdobyte przez kolejnych barbarzyńców – Awarów. Wreszcie w 896 r. osiedlili się tu Madziarowie pod wodzą Arpada.

## Zabytki
- Amfiteatr wojskowy (u zbiegu ulic Pacsirtamezö i Nagyszombat), z poł. II w. n.e., jeden z największych (131,8 m x 108,4 m; 10–12 tys. miejsc) teatrów wojskowych w ówczesnym imperium rzymskim. Nieco na północ – Muzeum Rzymskiego Obozu Warownego (Táborvárosi Rommúzeum).

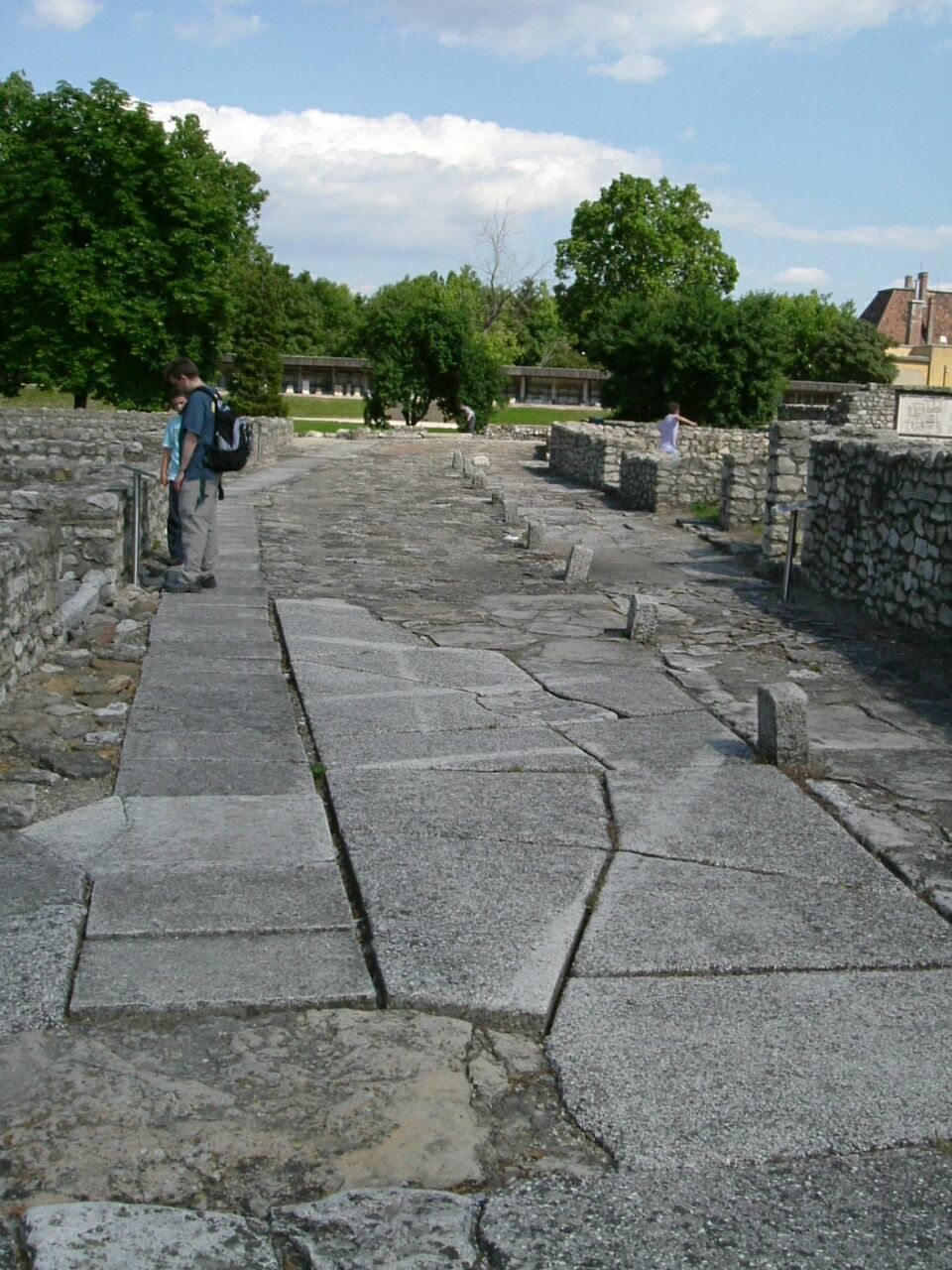
Rzymska ulica
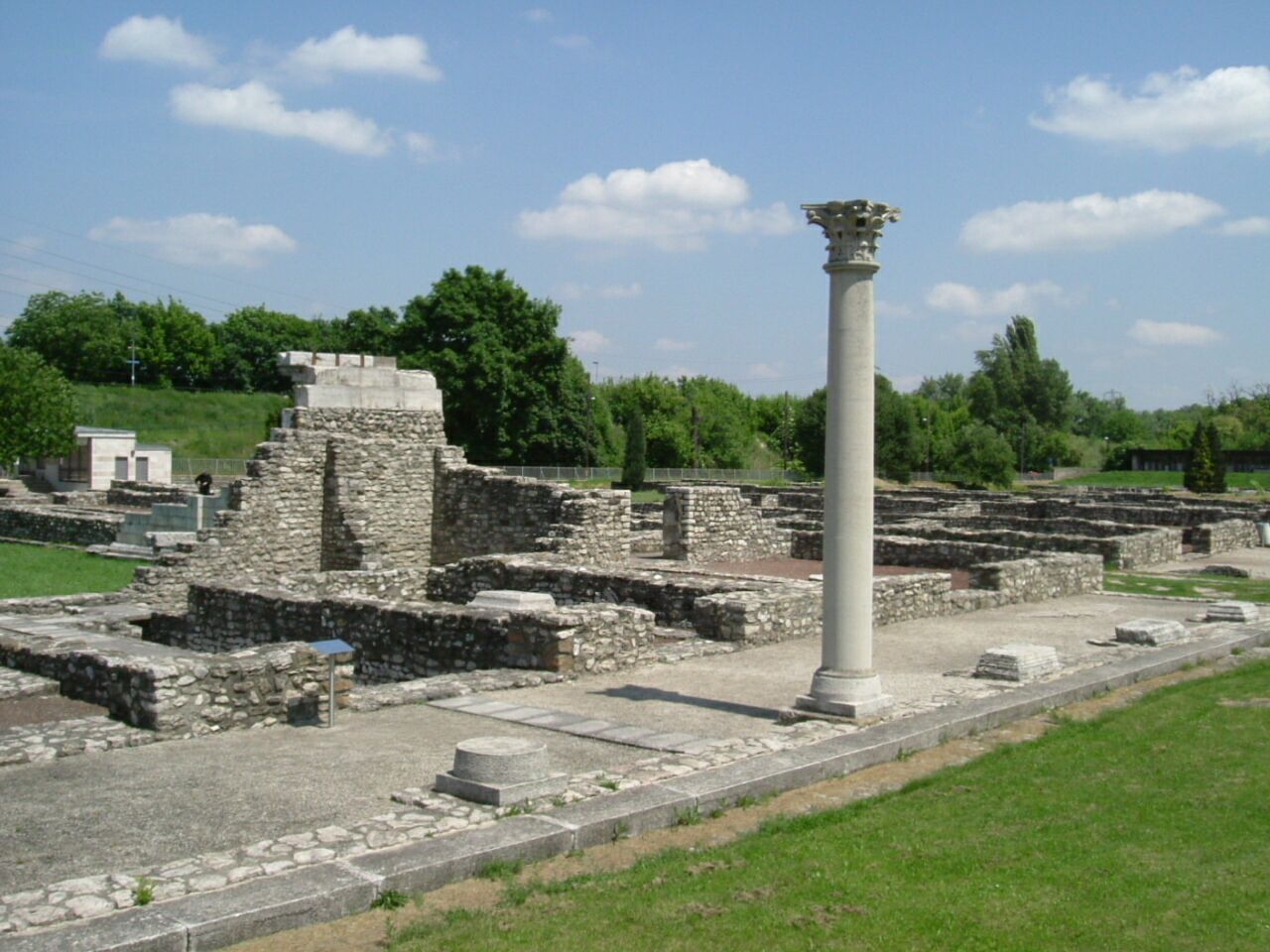
Fragment zabudowy miasta
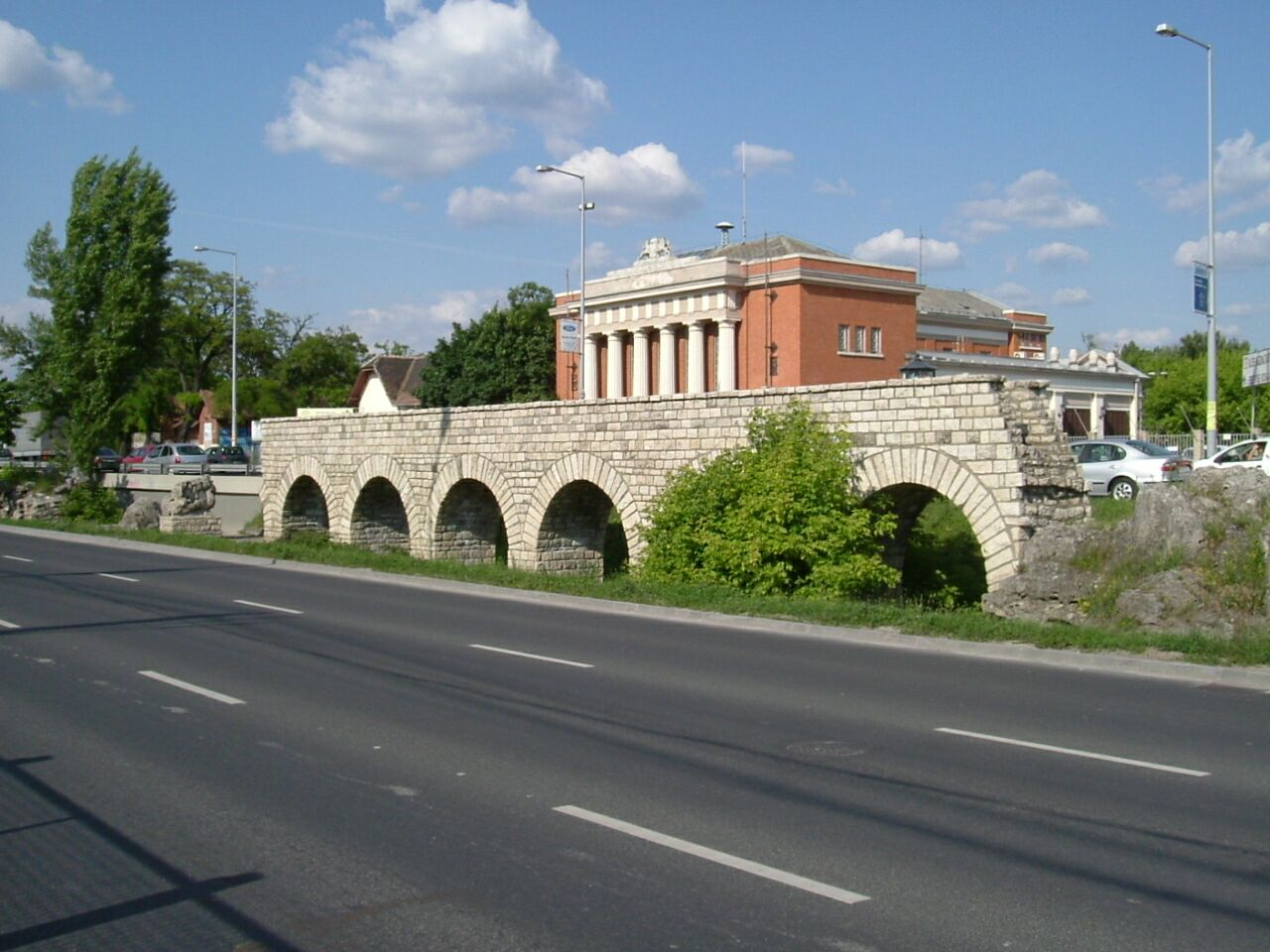
Akwedukt (rekonstrukcja)
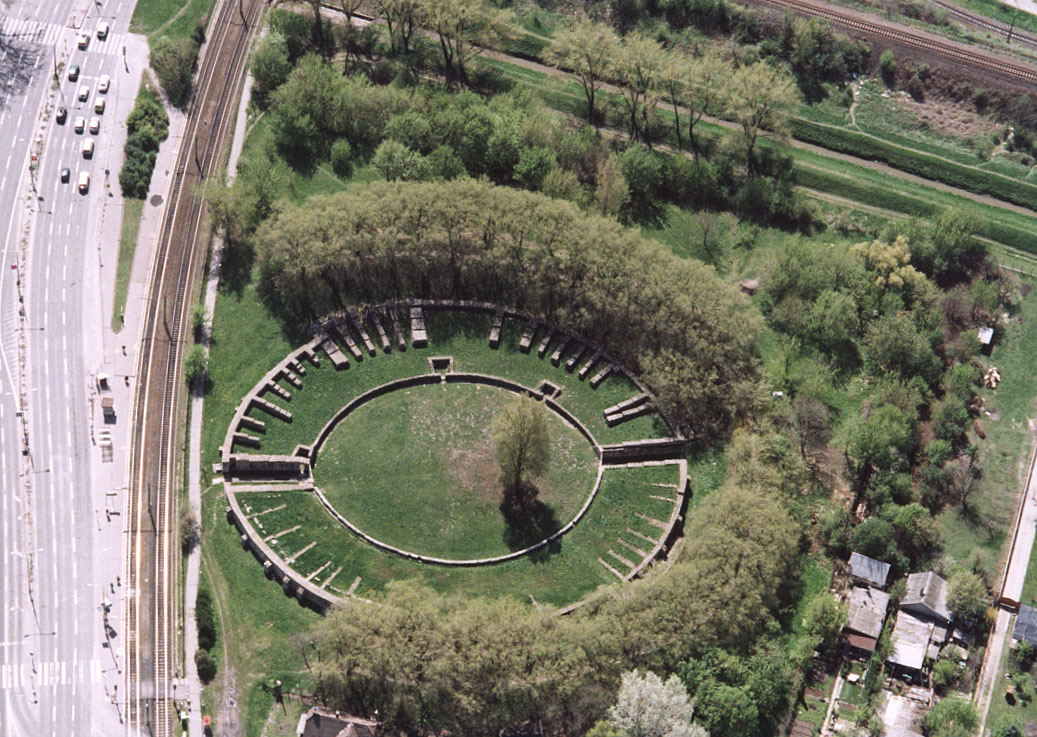
Drugi amfiteatr (cywilny), ale mniejszy (86,5 m x 75,5 m; 6–7 tys. miejsc) – znajduje się w pobliżu Muzeum Aquincum (ul. Keled) i akweduktu – al. Szentendrei.
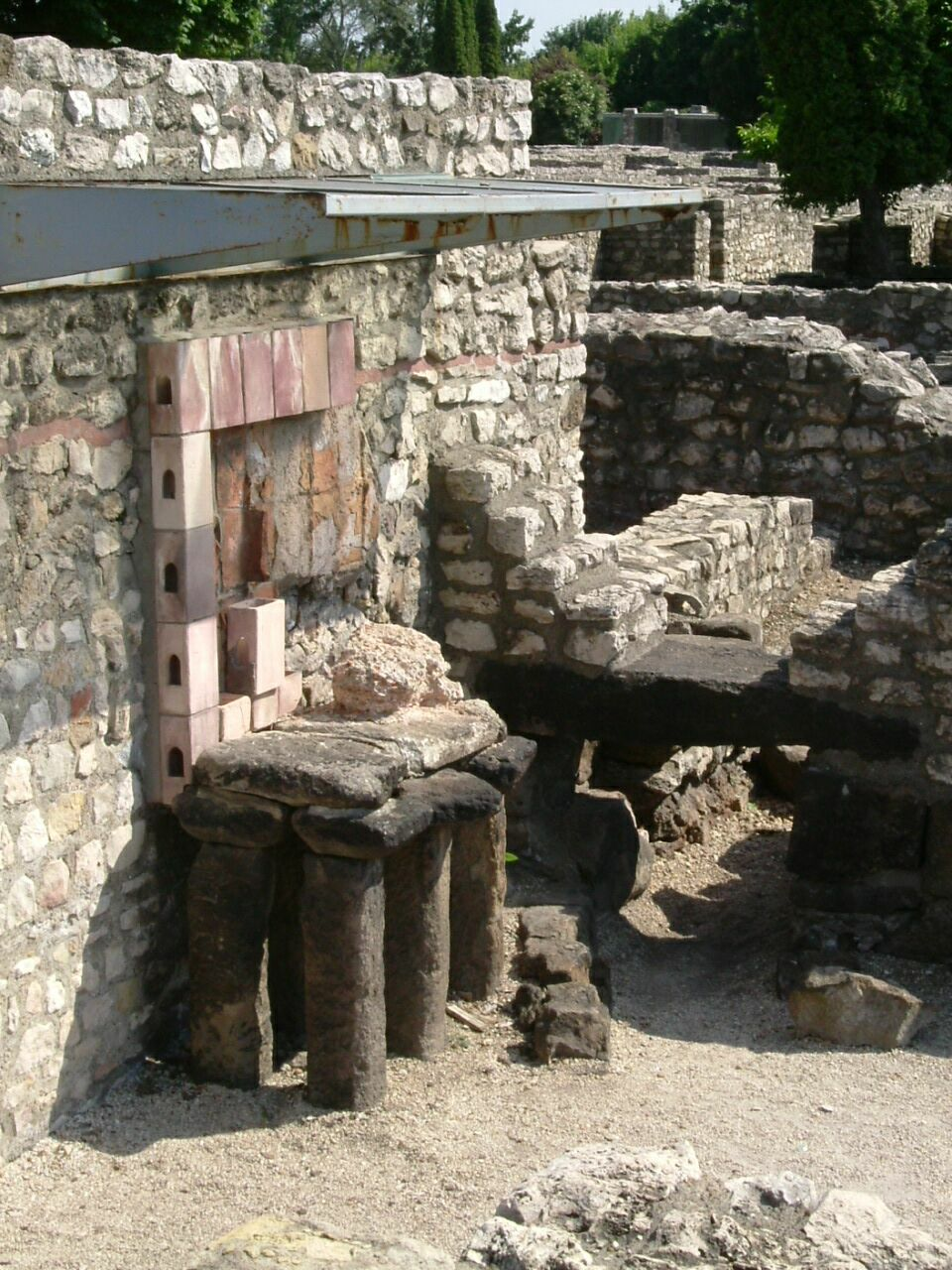
Łaźnia rzymska

- Thermae maiores (pod estakadą Flórian tér, na początku al. Vörösvári) – termy, rzymskie łaźnie z mozaikami; 120 m x 140 m.
- Cella trihora (pomiędzy ulicami Vörösvári, Hunor i Raktár) – fundamenty kaplicy cmentarnej, 360 r. n.e., jeden z najstarszych zabytków architektury chrześcijańskiej na terenie Węgier.